# Ruszin görögkatolikus egyház
A ruszin görögkatolikus egyház egy keleti katolikus egyház Ukrajnában.

## Története
1646-ban, mintegy fél évszázaddal a breszti unió után 63 ortodox ruszin pap esküdött hűséget XI. Ince pápának Ungvárott. De még közel száz év telt el az első önálló   munkácsi görögkatolikus püspökség felállításáig, mert az új egyház kezdetben az egri egyházmegye fennhatósága alá tartozott.
Az első püspök (De Camelis János József, 18. század első fele) munkája nyomán a munkácsi görögkatolikus püspökség joghatósága kiterjedt Máramaros vármegye ruszin lakosságára is; Olsavszky Mihály Mánuel  püspök papnevelő intézetet alapított Munkácson; Bacsinszky András püspök működése (19. század) eredményeként Magyarországon jogilag egyenjogú lett a görögkatolikus egyház a római katolikussal, valamint magyar görögkatolikusok anyanyelvű törekvéseit is támogatta, de elősegítette a ruszin irodalmi nyelv fejlődését is. 

### A szovjet korszak
Romzsa Tódor püspököt 1947-ben kivégezték, és 1949-ben az egyházmegyét bekebelezte a moszkvai ortodox egyház. 129 pap, akik nem voltak hajlandók áttérni, 1949 folyamán a Gulagra került, és 28 közülük nem tért vissza. Az egyház illegalitásban tevékenykedett tovább annak a mintegy 50 papnak a vezetésével, akik nem kerültek fogságba.  1989-ig egymást követően öt püspök működött illegálisan. A Szentszék Dudás Miklós hajdúdorogi megyés püspököt nevezte ki egyházmegye apostoli kormányzójának melyet 1947 től haláláig betöltött.  

### Jelenkor
Az egyház jogi rehabilitálására 1989-ig kellett várni. Az anyagi kárpótlás azonban vontatottan halad, az 1944-es mintegy 400 kárpátaljai templomából az ezredfordulóig alig száz került hozzá vissza.
1991 óta ismét van papképzés Ungvárott. A hívek számát 300 000-re becsülik, akiknek mintegy tizede magyar. A kárpátaljaitól függetlenül a szomszédos Galíciában is működik görögkatolikus egyházmegye Lviv központtal, mely az ukrán görögkatolikus egyház része (a kárpátaljai egyházmegye nem része az ukrán egyháznak). A görögkatolikus egyház is szószólója a ruszinok nemzeti- és autonómia-jogainak, akárcsak az ortodox ruszin egyház Amerikában.